# Rossano Ercolini
Rossano Ercolini est un enseignant italien et militant écologiste originaire de la Toscane. Il a reçu le prix Goldman pour l'environnement en 2013, en particulier pour ses efforts visant à informer le public sur les risques sanitaires et environnementaux de l'incinération des déchets, et pour son plaidoyer pour le zéro déchet.

## Actions et militantisme
Il fonde en 1994 l'association « Environnement et Futur » dans sa commune de Capannori lorsqu'il entend parler du projet de construction d'un incinérateur de déchets à moins de trois kilomètres de l'école élémentaire où il enseigne. L'objectif de cette association : informer sur les méfaits de l'incinération et promouvoir les alternatives en matière de gestion des déchets. Après des mois de batailles, le projet d'incinérateur est finalement annulé et on demande à Rossano Ercolini de proposer de nouvelles méthodes pour gérer les déchets dans la commune. C'est ainsi qu'à partir de 2007, Caparonni a annoncé son « Zero Waste Goal » pour 2020. 
Rossano Ercolini est aujourd'hui le président du conseil de la fondation Zero Waste Europe.

## Distinctions
- Prix Goldman pour l'environnement en 2013
- Prix Paolo Borsellino en 2015